# Lymeon imitatorius
Lymeon imitatorius là một loài tò vò trong họ Ichneumonidae.